# استین اولسن
استین اولسن (دانمارکی: Steen Olsen; ۱۷ ژوئن ۱۸۸۶ – ۵ مهٔ ۱۹۶۰) ژیمناست هنری اهل دانمارک بود.